# Revista de ficção científica

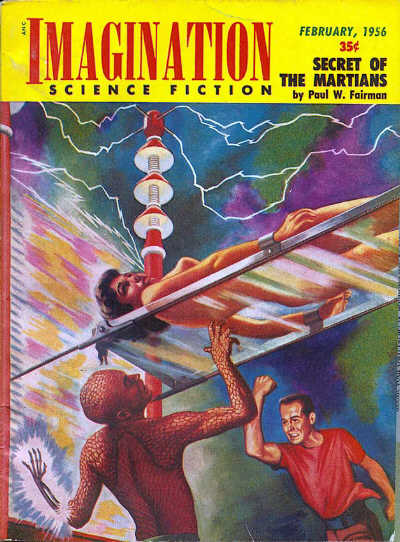
Uma capa da Imagination, uma revista de ficção científica em 1956

Uma revista de ficção científica é uma publicação que oferece principalmente ficção científica, seja em formato periódico impresso ou na Internet. As revistas de ficção científica tradicionalmente apresentavam ficção especulativa em contos, novelas, novelas ou romances (geralmente serializados), um formato que continua até os dias atuais. Muitos também contêm editoriais, resenhas de livros ou artigos, e alguns também incluem histórias dos gêneros fantasia e terror.

## As primeiras revistas de ficção científica

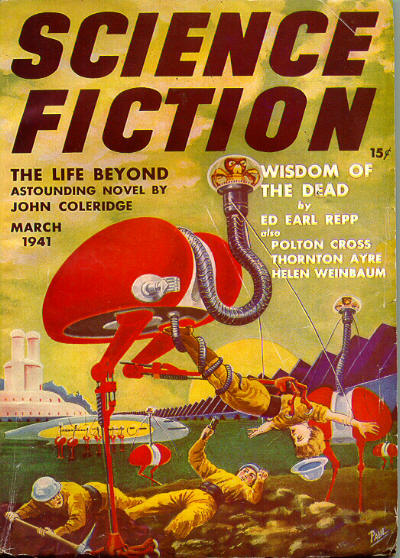
Capa de março de 1941 da revista Science Fiction, volume 2, edição 4

A primeira revista de ficção científica, Amazing Stories, foi publicada em um formato conhecido como lençol, aproximadamente do tamanho da Life, mas com lombada quadrada. Mais tarde, a maioria das revistas mudou para o formato de revista pulp, aproximadamente do tamanho de uma revistem quadrinhos ou da National Geographic, mas novamente com lombada quadrada. Agora, a maioria das revistas é publicada em formato digest, aproximadamente do tamanho do Reader's Digest, embora algumas tenham o tamanho padrão de aproximadamente 21,59 "x 27,94" cm e geralmente tenham lombadas grampeadas, em vez de lombadas quadradas coladas. As revistas de ficção científica nesse formato geralmente apresentam cobertura da mídia de não-ficção, além da ficção. O conhecimento desses formatos é uma vantagem na hora de localizar revistas em bibliotecas e coleções onde as revistas geralmente são arrumadas de acordo com o tamanho.
A edição de estreia de Amazing Stories (abril de 1926), editada e publicada por Hugo Gernsback, exibia uma capa de Frank R. Paul ilustrando Off on a Comet de Júlio Verne. Depois de muitas pequenas alterações no título e grandes mudanças no formato, política e editora, Amazing Stories terminou em janeiro de 2005 após 607 edições.

## Revistas no formato digest
Depois da era pulp, as revistas de formato digest dominaram as bancas. A primeira revista de ficção científica a mudar para um tamanho menor foi Astounding, em 1943. Outros resumos importantes, que publicaram mais ficção científica literária, foram The Magazine of Fantasy & Science Fiction, Galaxy Science Fiction e If. Sob a direção de Cele Goldsmith, Amazing and Fantastic mudou em parte notável de histórias de aventura no estilo pulp para ficção científica literária e fantasia. Goldsmith publicou as primeiras histórias publicadas profissionalmente por Roger Zelazny (sem contar a ficção estudantil em Literary Cavalcade), Keith Laumer, Thomas M. Disch, Sonya Dorman e Ursula K. Le Guin.
Também não faltaram resumos que deram continuidade à tradição popular de histórias de aventura escritas às pressas ambientadas em outros planetas. Outros Mundos e Contos Imaginativos não tinham pretensões literárias. Os principais escritores populares, como Heinlein, Asimov e Clarke, continuaram a escrever para os resumos, e uma nova geração de escritores, como Algis Budrys e Walter M. Miller Jr., venderam suas histórias mais famosas para os resumos. A Canticle for Leibowitz , escrito por Walter M. Miller, Jr., foi publicado pela primeira vez na The Magazine of Fantasy & Science Fiction. 

## Revistas britânicas de ficção científica
A primeira revista britânica de ficção científica foi Tales of Wonder, formato pulp, 1937–1942, 16 edições (a menos que Scoops seja levado em consideração, um tablóide para meninos que publicou 20 edições semanais em 1934). Foi seguida por duas revistas, ambas chamadas Fantasy, uma de formato pulp publicando três edições em 1938-1939, a outra de tamanho digerido, publicando três edições em 1946-1947. A revista britânica de ficção científica, New Worlds, publicou três ediçõeem formato em 1946–1947, antes de mudar para tamanho resumido. Com essas exceções, o fenômeno pulp, assim como os quadrinhos, era em grande parte um formato norte-americano. Em 2007, a única grande revista britânica de ficção científica sobrevivente é a Interzone, publicada em formato de "revista", embora pequenos títulos de imprensa, como PostScripts e Polluto, estejam disponíveis.

## Transição de revistas impressas para revistas de ficção científica online
Durante as últimas décadas, a circulação de todas as revistas resumidas de ficção científica diminuiu constantemente. Novos formatos foram tentados, principalmente o formato de revista grampeada em papel liso, o formato de bolso e o webzine. Existem também várias revistas semiprofissionais que persistem com vendas de alguns milhares de exemplares, mas muitas vezes publicam ficções importantes.

À medida que a circulação das revistas tradicionais de ficção científica dos EUA diminuiu, novas revistas surgiram online de editoras internacionais de pequena imprensa. Um editor da equipe da Science Fiction World, a revista de ficção científica mais antiga da China, afirmou em 2009 que, com "uma tiragem de 300.000 exemplares por edição", era "o periódico de ficção científica mais lido do mundo", embora notícias subsequentes sugerem que a circulação caiu vertiginosamente após a demissão de seu editor-chefe em 2010 e a saída de outros editores. O Science Fiction and Fantasy Writers of America lista periódicos de ficção científica que pagam o suficiente para serem considerados mercados profissionais.